# Лозовка (Сморгонский район)
Лозо́вка (бел. Лазо́ўка) — деревня в Сморгонском районе Гродненской области Белоруссии. Входит в состав Вишневского сельсовета, до 2016 года входила в состав Войстомского сельсовета.
Расположена в восточной части района. Расстояние до районного центра Сморгонь по автодороге — около 19,5 км, до центра сельсовета агрогородка Войстом по прямой — чуть менее 4,5 км. Ближайшие населённые пункты — Берёзы, Замостье, Катриново. Площадь занимаемой территории составляет 0,2216 км², протяжённость границ 3370 м.

## История
Деревня отмечена на карте Шуберта (середина XIX века) под названием Ушивцы в составе Войстомской волости Свенцянского уезда Виленской губернии. В 1865 году Лозовка насчитывала 63 ревизских души крестьянских и 4 еврея-землепашца. В 1886 году 15 дворов, 12 православных и 136 католиков.
После Советско-польской войны, завершившейся Рижским договором, в 1921 году Западная Белоруссия отошла к Польской Республике и деревня была включена в состав новообразованной сельской гмины Войстом Свенцянского повета Виленского воеводства. 1 января 1926 года гмина Войстом была переведена в состав Вилейского повета.
В 1938 году Лозовка насчитывала 51 дым (двор) и 266 душ.
В 1939 году, согласно секретному протоколу, заключённому между СССР и Германией, Западная Белоруссия оказалась в сфере интересов советского государства и её территорию заняли войска Красной армии. Деревня вошла в состав новообразованного Сморгонского района Вилейской области БССР. После реорганизации административного-территориального деления БССР деревня была включена в состав новой Молодечненской области в 1944 году. В 1960 году, ввиду новой организации административно-территориального деления и упразднения Молодечненской области, Лозовка вошла в состав Гродненской области.

## Население
| 1886 | 1938 | 1999 | 2009 |
| ---- | ---- | ---- | ---- |
| 148  | 266  | 49   | 27   |

## Транспорт
Автодорогой местного значения Н7932 деревня связана с автодорогой Войстом — Лозовка — Селец — Острово.
С райцентром деревня связана автобусным маршрутом Сморгонь — Войстом.

## Достопримечательности
К северо-западу от деревни располагается территория ландшафтно-геоморфологического заказника «Мартишки» с Дубатовским болотом. Севернее Лозовки находится гора Лысая (высота 182 м).